# Trizochelinae
Trizochelinae is een onderfamilie van kreeftachtigen uit de klasse van de Malacostraca (hogere kreeftachtigen).

## Geslachten
- Cancellocheles Forest, 1987
- Mixtopagurus A. Milne-Edwards, 1880
- Parapylocheles Alcock, 1901
- Forestocheles McLaughlin & Lemaitre, 2009
- Trizocheles Forest, 1987